# Addio Yamato
Addio Yamato (さらば宇宙戦艦ヤマト 愛の戦士たち?, Saraba Uchū Senkan Yamato Ai no Senshitachi, letteralmente "Addio corazzata spaziale Yamato: Guerrieri dell'amore") è un film d'animazione del 1978 diretto da Leiji Matsumoto e Toshio Masuda.
Si tratta del secondo film ispirato alla serie anime Star Blazers. La stessa storia di questo film fu allungata e riutilizzata per il soggetto della seconda stagione della serie televisiva, benché con un finale differente.

## Trama
La Yamato ed il suo equipaggio devono affrontare l'assalto dell'Impero Comet, una civiltà proveniente dalla galassia Andromeda che sta tentando di conquistare la Terra, guidata da Zwordar il Grande. La flotta terrestre è invece aiutata da una donna fatta di antimateria, Teresa di Telezart, mentre l'impero Comet ha fatto rinascere il più grande nemico della razza umana, il leader dei Gamilas, Desslar, in cerca di vendetta. Dopo una sanguinosa battaglia che vede ingenti perdite sia sul fronte terrestre che sul fronte Comet, sarà l'estremo sacrificio di Susumu Kodai a sconfiggere definitivamente Zwordar ed a salvare la razza umana.

## Produzione
Nel 1977 il primo film della serie, Corazzata spaziale Yamato, riuscì a superare per incassi Guerre stellari ai box office giapponesi. Questo portò alla realizzazione di Addio Yamato, che uscì nei cinema nel 1978. L'intenzione originale era quella di concludere la storia della serie, ma visto l'enorme successo venne immediatamente messo in produzione un terzo film, che vide la luce due anni dopo.

## Colonna sonora
Sigla finale
- Yamato yori ai o komete cantata da Kenji Sawada